# 馬瑟爾堡賽馬場

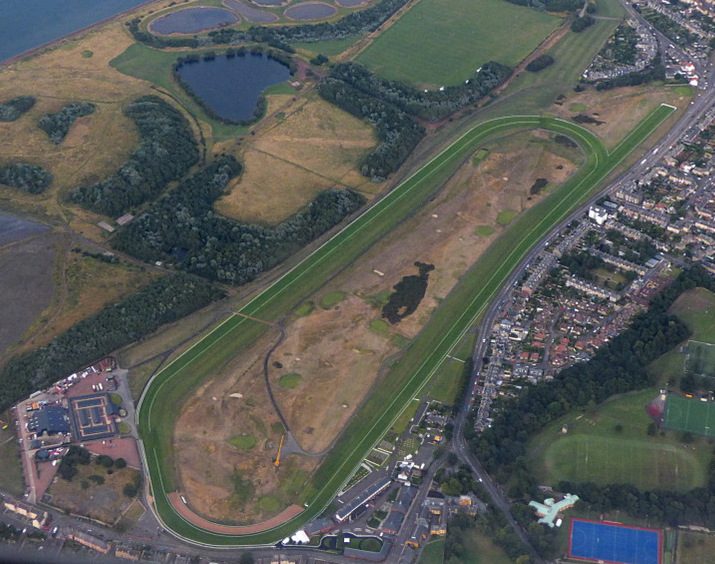

馬瑟爾堡賽馬場（英語：Musselburgh Racecourse）是英國蘇格蘭東洛錫安馬瑟爾堡的一個賽馬場地，是蘇格蘭第2大的馬場（最大是艾爾賽馬場），亦是全英國第14大的馬場。馬場賽道內是馬瑟爾堡林克思共9洞的高爾夫球場。

## 外部連結
- 官方网站
- Gazetteer for Scotland （页面存档备份，存于）
- BBC article on upgrading of the racecourse （页面存档备份，存于）
- Course guide on GG.COM
- Course guide on At The Races